# Letlands historie
Det nuværende Letland historie starter med da landet blev befolket for højest 11.000 år siden efter afslutningen på sidste istid. I første omgang var det finsk-ugriske jæger- og samlerstammer, der slog sig ned.
Under den store folkevandring i 2. årtusind før Kristi fødsel indvandrede der baltiske stammer til dette område, og de fortrængte de finsk-ugriske stammer nordpå, i det omfang de ikke blev assimileret i det nye samfund. I antikke skrifter bliver disse indvandrede baltere betegnet som Aisti eller Aesti, og hele området betegnes "Estland". Endnu i det 9. århundrede benyttede den angelsaksiske rejsende Wulfstan dette ord i dets antikke betydning.
Balterne levede under lokale fyrster, men havde ingen fælles regering, hvilket var en politisk og militær svaghed, som svenske, kievske, polske og tyske kræfter udnyttede.

## Den Tyske Orden
Nederlaget i 1237 til Sværdbroderordenen i slaget ved Saule (på litauisk Šiauliai) mod Litauen førte til, at Letland blev overtaget af Den tyske Orden og indlemmet i Østpreussen. Nogle landområder forblev dog i hænderne på biskoppen af Riga og byen Riga.
Med underkastelsen af de fire områder Livland, Kurland, Semgallen, Letgallen med de tilhørende stammer (Liver, Kurer, Semgaller og Livgaller) under Den tyske Orden begyndte der at indvandre tyske kolonister til Letland. Denne tyske overklasse bestod i århundreder af borgerskabet i byerne og godsejerne på landet og var dermed også den uddannede del af befolkningen.

## Den tyske Hanse
I Middelalderen sluttede de lettiske byer, Riga osv. i Den lettiske Konføderation sig til Hanseforbundet og blev økonomisk præget af handelsforbindelserne over Østersøen til Danmark, Skandinavien og Rusland.

## Reformationen
I kølvandet på Reformationen blev Den tyske Ordensstat til et hertugdømme, og Letland blev luthersk. Ved freden i Vilnius den 28. november 1561 efter afslutningen på den livlandske krig blev Livland (som en del af Ordensstaten) delt således, at de estiske landskaber gik til Sverige, nogle mindre områder gik til Danmark, andre kom under polsk højhed, Kurland blev til Hertugdømmet Kurland og Semgallen under den sidste ordensmester i Den tyske Orden, Gotthard Kettler, men under polsk overherredømme, mens resten blev en del af Polen-Litauen. Riga kom efter kort uafhængighed sammen med nogle af de danske besiddelser under Polen.

## Sverige og Polen
I 1629 erobrede Sverige Livland. Kurland forblev et selvstændigt hertugdømme under polsk overherredømme. Også den sydøstlige del af Livland omkring Dünaburg forblev polsk.
Store Nordiske Krig fra 1700 til 1721 bragte så et nyt herskerskifte. Ved Freden i Nystad blev Livland og Estland til russiske provinser. Ved den tredje polske deling i 1795 kom også Kurland og Polsk Livland (Letgallen) under Rusland. Guvernement Kurland og Guvernement Livland dannede sammen med Guvernement Estland Østersøguvernementerne, som havde en vis særstilling: de var præget af Tyskbaltere som var lutheranere, og byernes selvforvaltning var mere udpræget.

## Letlands uafhængighed mellem Verdenskrigene
En voksende nationalfølelse i de af Rusland dominerede lande førte til uafhængighedsbevægelser.
I 1917 blev de baltiske områder omstruktureret: Livland afstod sin estiske del til Estland, men fik til gengæld Kurland i syd. Efter den tyske besættelse ved slutningen af 1. verdenskrig kom det til en uafhængighedserklæring den 18. november 1918 i Letlands Folkeråd.
Den Røde Hær kunne ikke gennemføre sine krav overfor Letland, som var understøttet af esterne og tyskbalterne og måtte trække sig tilbage fra Baltikum. Efter et mislykket kupforsøg fra det tyske mindretal fulgte der en lettisk regering, som i freden i Riga den 11. august opnåede anerkendelse også fra Sovjetunionen. Den i denne aftale fastlagte grænsedragning langs sproggrænsen gav også Letland Letgallen. Landet som dengang havde en tolerant mindretalslovgivning oplevede herefter en økonomisk og kulturel opblomstring.
Den 15. juni 1921 blev der truffet beslutning om, hvordan Letlands flag og rigsvåben skulle se ud. Disse insignier blev fra denne dato anvendt af alle statslige institutioner. Med virkning fra den 15. juni 1921 havde det uafhængige Letland diplomatiske repræsentationer i mange europæiske lande herunder, Tyskland, England, Italien, Rusland såvel som i Kina og USA. Den 15. maj 1934 sluttede perioden med parlamentariske regeringer ved et statskup, hvorefter Kārlis Ulmanis regerede autoritært.

## Afslutningen på uafhængigheden 1939-40
I tiden op til 2. verdenskrig kom Letland under stigende tryk fra Sovjetunionen og Tyskland. Den 5. oktober 1939 påtvang Sovjetunionen Letland en bistands- og baseaftale. Den 31. oktober 1939 blev der undertegnet en flytteaftale mellem Tyskland og Letland, som omhandlede 48.600 tyske Baltere, der blev repatrieret i Tyskland. Denne aktion blev den 15. december 1939 erklæret for afsluttet.
I den fælles tillægsprotokol til Molotov-Ribbentrop-pagten havde de to stormagter aftalt, at Letland hørte til i den sovjetiske indflydelsessfære. Under trusler om magtanvendelse måtte Letland acceptere, at der blev udstationeret 100.000 sovjetiske tropper i landet, og de besatte Letland den 17. juni 1940. 100.000 letter blev i 1941 deporteret til Sibirien. Resterne af det tyske mindretal, som i århundreder havde udgjort landets uddannede elite, blev forflyttet.
En prosovjetisk regering ansøgte om optagelse i Sovjetunionen – et forløb der ikke blev anerkendt internationalt – og i stedet blev betragtet som en okkupation i strid med folkeretten.

## Tysk besættelse 1941-45
Fra 1941 til 1945 besatte den tyske hær Letland. Landet kom under tysk civilforvaltning som Generalbezirk Lettland indenfor rammerne af Reichskommissariat Ostland fra 25. juli vest for Düna (uden Riga) og fra 1. september også øst for.
Frivillige lettiske SS-enheder (og senere også tvangsrekrutterede soldater) kæmpede under 2. verdenskrig på tysk side mod Sovjetunionen. Mellem juni 1944 og maj 1945 blev landet besat af den Røde Hær. Derefter fulgte en fornyet deportation af lettere til det indre af Sovjetunionen. Indtil 1953 blev omkring 120.000 letter fortrinsvis fra over- og mellemklassen dræbt som kollaboratører, fængslet eller deporteret. Titusinder undgik denne skæbne ved at flygte til Vesten, fortrinsvis til Tyskland, Sverige og senere længere bort til USA og Australien. I disse lande opstod en række eksilsamfund.
Under den tyske besættelse gennemførte besættelsesmagten udryddelsesaktioner mod Letlands jøder, som betød, at denne befolkningsgruppe næsten blev fuldstændig udryddet.
Den 2. januar 1942 blev landsbyen Audrini jævnet med jorden af tyske sikkerhedsstyrker, og 205 indbyggere blev skudt i en nærliggende skov. 30 mænd fra Audrini blev den 4. januar 1942 henrettet offentligt ved skydning i Rēzekne. Årsagen til massakren var angiveligt hjælp til sovjetiske soldater og partisaner.

## Lettiske SSR 1945-90
I efterkrigstiden blev Lettiske SSR, som ifølge den sovjetiske historieskrivning havde eksisteret siden 1940, genskabt. Af Vesten blev denne konstruktion ligesom tidligere betragtet som i modstrid med folkeretten og ikke anerkendt, men taget til efterretning. Tidlig modstand i form af partisaner, som kaldte sig "skovbrødre", blev hurtigt brudt.
Herefter forsøgte den sovjetiske centralregering målrettet at gøre den lettiske befolkning til et mindretal i eget land. Den nævnte massedeportation i 1941 blev fulgt af to endnu større i årene 1945 og 1949. De omfattede overvejende lettiske bønder, fortrinsvis kvinder og børn, som blev flyttet til diverse områder i Sibirien. Statistisk var det i krigsårene 1941 og 1945 tilsammen 14.428 personer og i 1949 tre gange så mange 42.975 personer – dvs. 2,28 % af den samlede befolkning i Letland. . Udover disse tre store massedeportationer blev der mellem 1945 og 1958 yderligere deporteret 514 personer.
Borgere fra andre regioner i Sovjetunionen strømmede derimod til Letland og overtog førende poster. De, som overlevede slavelejrene i Sibirien, kunne først vende tilbage i 1956 efter Stalins død. Det var dog forbudt at tale om den skete uret, så bearbejdelsen af traumerne kunne først langsomt gå i gang efter selvstændigheden.
I 1935 boede der i Letland 77 % letter, 8,8 % russere, ca. 5 % jøder, ca. 4 % tyskere, 2,5 % polakker, 1,4 % hviderussere og blot 0,1 % ukrainere. I 1989 var det derimod blot 52 % letter, men 34 % russere, 4,5 % hviderussere, 3,5 % ukrainere, 2,3 % polakker og 1,3 % litauere.

## Genoprettelse af uafhængigheden i 1990
Den 4. maj 1990 erklærede Letland sin uafhængighed for genoprettet. Denne procedure, som også blev kaldt Den syngende Revolution blev anerkendt af Sovjetunionen den 21. august 1991 sammen med Estlands og Litauens uafhængighed.
I begyndelsen blev Letland betragtet som politisk og økonomisk ustabilt. Især blev mindretalspolitikken over for den russiske befolkning internationalt kritiseret. I løbet af 90-erne oplevede økonomien et opsving.
Den 20. september 2003 afgjordes det ved en folkeafstemning, at Letland skulle tilslutte sig EU (ja stemmerne udgjorde 67 % og stemmedeltagelsen var 72,5 %). Den 29. marts 2004 blev Letland ligeledes medlem af NATO.

## Historiske kort
Historiske kort over de baltiske stater fra Atlas To Freeman's Historical Geography, Edited by J.B. Bury, Longmans Green and Co. Third Edition 1903 kan frit downloades fra Universitetet i Texas (Austin) til undervisningsformål:
- Baltikum 1000 A.D. (332K)
- Baltikum 1220 A.D. (323K)
- Baltikum 1270 A.D. (332K)
- Baltikum 1350-1360 A.D. (383K)
- Baltikum 1400 A.D. (366K)
- Baltikum 1478 A.D. (434K)
- Baltikum 1563 A.D. (332K)
- Baltikum 1617 A.D. (332K)
- Baltikum 1701 A.D. (417K)
- Baltikum 1772 A.D. (366K)
- Baltikum 1795 A.D. (357K)
- Baltikum 1809 A.D. (374K)